# Джованні Корсі

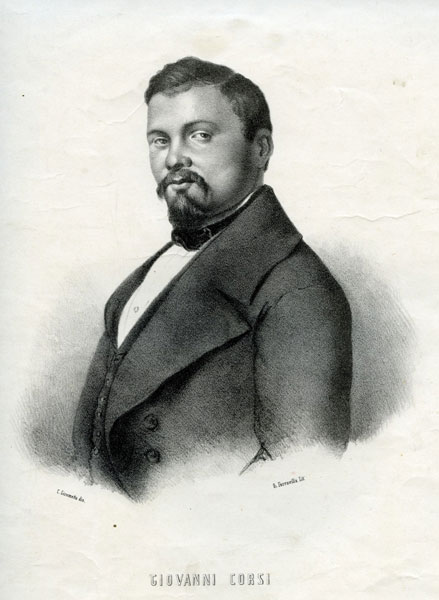
Джованні Корсі

Джованні Корсі (* 1822, Верона, † 4 квітня 1890, Монца) — італійський оперний співак, (баритон).

## Життєпис
Корсі дебютував у Teatro della Canobbiana в 1844 році. У 1844 році він був призначений першим баритоном в Театро Ла Скала в Мілані, де він залишався до 1870 року. Найбільш відомий як співак Верді. У 1856 році він співав Ріголетто в Театрі-Італія в Парижі, але також з'явився в головній партії опери Гаетано Доніцетті «Марін Фальєро».